# مانوج پونج
مانوج پونج (انگلیسی: Manoj Punj؛ ۱۵ ژوئن ۱۹۷۰ – ۲۲ اکتبر ۲۰۰۶) کارگردان فیلم، و فیلم‌نامه‌نویس اهل هند بود.
وی کارگردان فیلم‌هایی همچون زندگی زیباست و شهید محبت بوتا سینگ بوده‌است.